# 1992-es Formula–1 kanadai nagydíj
A kanadai nagydíj volt az 1992-es Formula–1 világbajnokság hetedik futama.

## Futam
Kanadában első alkalommal az évben nem Williams állt az első rajtkockában. Senna indult az élről, Patrese, Mansell és Berger előtt. A rajtnál Mansell megelőzte Patresét, a 15. körben Sennát támadta az első helyért. A kör végén, az utolsó sikánban ráhajtott egy rázókőre. Autója a levegőbe emelkedett, és a kavicságyban ért földet, majd a pályára csúszott. Mansell kiesett, később Berger megelőzte Patresét. Senna nagy előnnyel vezetett, amikor a 38. körben elektromos hiba miatt kiesett. Brundle megelőzte Schumachert a harmadik helyért, majd Patrese kiesése (váltóhiba a 44. körben) után már a második volt. Két körrel ezután kiesett erőátviteli probléma miatt. Berger győzött Schumacher, Alesi, Karl Wendlinger, de Cesaris és Érik Comas előtt.
| Helyezés | #  | Versenyző            | Csapat/Motor          | Futott körök | Idő/Kiesés oka | Rajthely | Pontszám |
| -------- | -- | -------------------- | --------------------- | ------------ | -------------- | -------- | -------- |
| 1        | 2  | Gerhard Berger       | McLaren-Honda         | 69           | 1:37:08,299    | 4        | 10       |
| 2        | 19 | Michael Schumacher   | Benetton-Ford         | 69           | + 12,401       | 5        | 6        |
| 3        | 27 | Jean Alesi           | Ferrari               | 69           | + 1:07,327     | 8        | 4        |
| 4        | 16 | Karl Wendlinger      | March-Ilmor           | 68           | + 1 kör        | 12       | 3        |
| 5        | 4  | Andrea de Cesaris    | Tyrrell-Ilmor         | 68           | + 1 kör        | 14       | 2        |
| 6        | 26 | Érik Comas           | Ligier-Renault        | 68           | + 1 kör        | 22       | 1        |
| 7        | 9  | Michele Alboreto     | Footwork-Mugen-Honda  | 68           | + 1 kör        | 16       |          |
| 8        | 22 | Pierluigi Martini    | Dallara-Ferrari       | 68           | + 1 kör        | 15       |          |
| 9        | 21 | Jyrki Järvilehto     | Dallara-Ferrari       | 68           | + 1 kör        | 23       |          |
| 10       | 25 | Thierry Boutsen      | Ligier-Renault        | 67           | + 2 kör        | 21       |          |
| 11       | 24 | Gianni Morbidelli    | Minardi-Lamborghini   | 67           | + 2 kör        | 13       |          |
| 12       | 3  | Olivier Grouillard   | Tyrrell-Ilmor         | 67           | + 2 kör        | 26       |          |
| 13       | 23 | Christian Fittipaldi | Minardi-Lamborghini   | 65           | + 4 kör        | 25       |          |
| 14       | 17 | Paul Belmondo        | March-Ilmor           | 64           | + 5 kör        | 20       |          |
| Kiesett  | 30 | Katajama Ukjó        | Larrousse-Lamborghini | 61           | Motorhiba      | 11       |          |
| Kiesett  | 20 | Martin Brundle       | Benetton-Ford         | 45           | Erőátvitel     | 7        |          |
| Kiesett  | 6  | Riccardo Patrese     | Williams-Renault      | 43           | Váltó          | 2        |          |
| Kiesett  | 1  | Ayrton Senna         | McLaren-Honda         | 37           | Elektronika    | 1        |          |
| Kiesett  | 32 | Stefano Modena       | Jordan-Yamaha         | 36           | Erőátvitel     | 17       |          |
| Kiesett  | 11 | Mika Häkkinen        | Lotus-Ford            | 35           | Váltó          | 10       |          |
| Kiesett  | 12 | Johnny Herbert       | Lotus-Ford            | 34           | Kuplung        | 6        |          |
| Kiesett  | 28 | Ivan Capelli         | Ferrari               | 18           | Kicsúszás      | 9        |          |
| Kiesett  | 5  | Nigel Mansell        | Williams-Renault      | 14           | Kicsúszás      | 5        |          |
| Kiesett  | 33 | Maurício Gugelmin    | Jordan-Yamaha         | 14           | Erőátvitel     | 24       |          |
| Kizárva  | 29 | Bertrand Gachot      | Larrousse-Lamborghini | 14           | Kizárva        | 19       |          |
| Kiesett  | 15 | Gabriele Tarquini    | Fondmetal-Ford        | 0            | Erőátvitel     | 11       |          |
| NK       | 10 | Szuzuki Aguri        | Footwork-Mugen-Honda  |              |                |          |          |
| NK       | 7  | Eric van de Poele    | Brabham-Judd          |              |                |          |          |
| NK       | 14 | Andrea Chiesa        | Fondmetal-Ford        |              |                |          |          |
| NK       | 8  | Damon Hill           | Brabham-Judd          |              |                |          |          |
| NeK      | 34 | Roberto Moreno       | Moda-Judd             |              |                |          |          |

## A világbajnokság élmezőnyének állása a verseny után
| H  | Versenyzők         | Pont | H  | Konstruktőrök        | Pont |
| -- | ------------------ | ---- | -- | -------------------- | ---- |
| 1. | Nigel Mansell      | 56   | 1. | Williams-Renault     | 84   |
| 2. | Riccardo Patrese   | 28   | 2. | McLaren-Honda        | 36   |
| 3. | Michael Schumacher | 26   | 3. | Benetton-Ford        | 31   |
| 4. | Ayrton Senna       | 18   | 4. | Ferrari              | 13   |
| 5. | Gerhard Berger     | 18   | 5. | Footwork-Mugen-Honda | 5    |

## Statisztikák
Vezető helyen:
- Ayrton Senna: 37 (1-37)
- Gerhard Berger: 32 (38-69)

Gerhard Berger 7. győzelme, 16. leggyorsabb köre, Ayrton Senna 61. (R) pole-pozíciója.
- McLaren 96. győzelme.